# Rabbit 2000

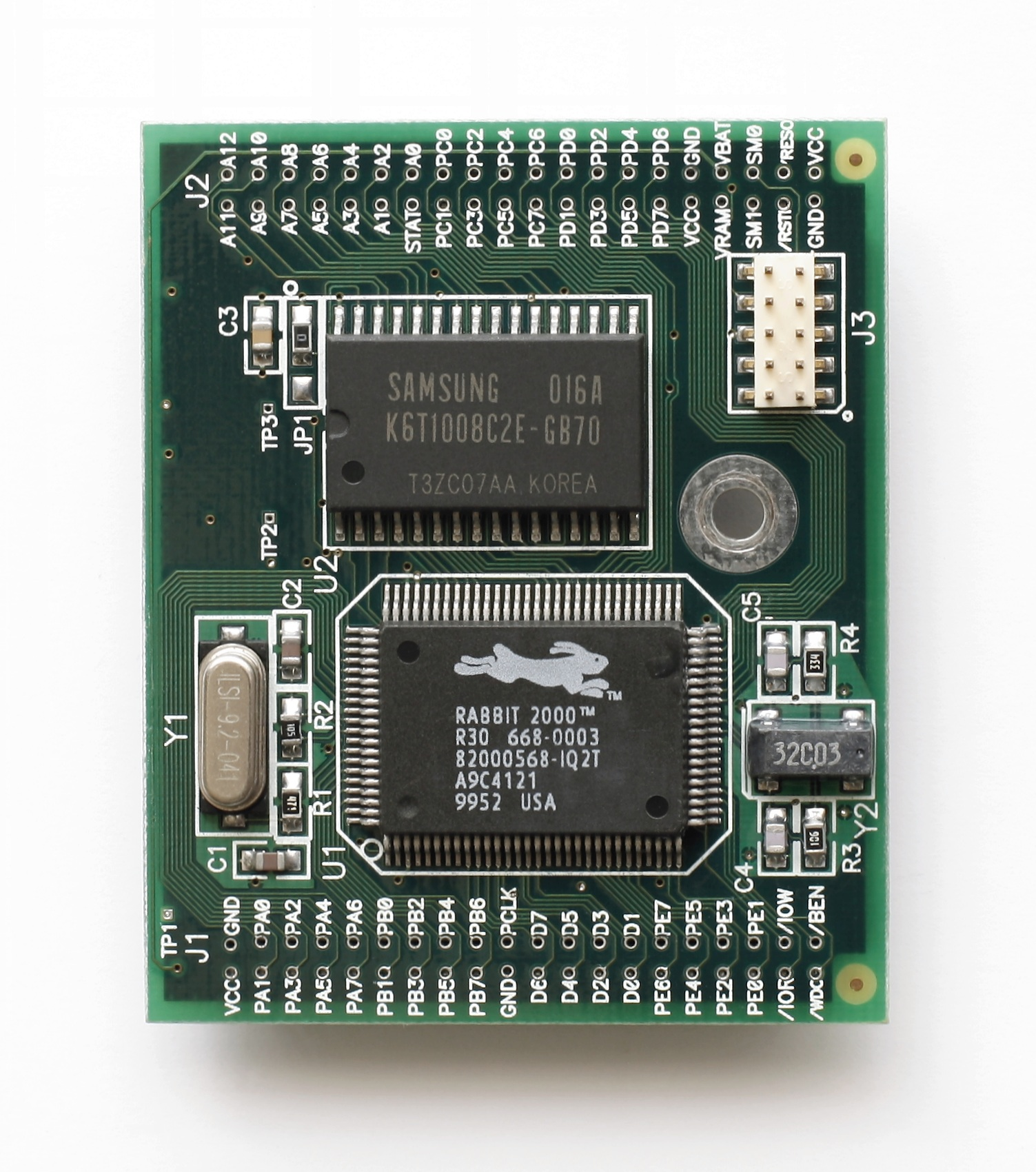
Rabbit 2000

Rabbit 2000は、組込みシステム向けにラビット・セミコンダクターが設計した高性能8ビットマイクロコントローラーである。
ディジ・インターナショナルは、ラビットのマイクロコントローラーとそれらのマイクロコントローラーを使ったハードウェアを販売するためにラビット・セミコンダクターを買収した。
命令セットは、原形のZ80マイクロプロセッサに基づいている。しかし、一部の命令を削除するだけでなく、新しい命令も追加されている。
ラビット社のマイクロコントローラーで失われた命令の中でも特に有名なのは cpir である。cpir命令は、strlen()、strnlen()、そしてmemchr()のような使用頻度の高い標準C言語関数の一部をより効率よく実装することを可能にする。
ラビット社の資料によると、原形のZ80マイクロプロセッサより5倍高速に命令を実行する。すなわち、ザイログeZ80と似ている。
Rabbit 3000は、同一コアを搭載したRabbit 2000の変種である。しかし、内蔵周辺機器がさらに強化されている。
Rabbit 3000Aは、入出力と大きな整数の演算のための命令を多少追加したものである。
Rabbit 4000は、より多くの周辺機器を内蔵したものである。
Rabbit 5000から始まる派生製品は、実質的に異なるコンピュータ・アーキテクチャで構成されている。
ラビット社のマイクロコントローラーのほとんどは、内蔵フラッシュメモリと内蔵SRAMを搭載している。
それらは、ADコンバーターとタイマーも内蔵している。

## コンパイラのサポート
Rabbit 2000は、Small Device C Compiler(SDCC)とZ88DKというフリー（ライセンスはGPL）のコンパイラによってサポートされている。
ラビット社によって提供されるDynamic Cと商業サードパーティーによるCROSS-Cのような有料のコンパイラも存在する。
後者の2つの有料コンパイラは、標準C言語のサポートがかなり不完全であり、現在のコンパイラのバージョン（Dynamic C 10）でRabbit 2000/3000はもはや利用できない。